# Sulz (Lucerne)
Pour les articles homonymes, voir Sulz.
Sulz est une localité et une ancienne commune suisse du canton de Lucerne, située dans l'arrondissement électoral de Hochdorf. 
Comme Gelfingen, Hämikon, Mosen, Müswangen et Retschwil elle a fusionné avec la commune de Hitzkirch le 1er janvier 2009.